# Hemideina thoracica
Hemideina thoracica (лат.) — вид насекомых из семейства Anostostomatidae. Встречается в Новой Зеландии, на большей части Северного острова, за исключением района Веллингтон и регионов, расположенных выше 900 метров над уровнем моря.

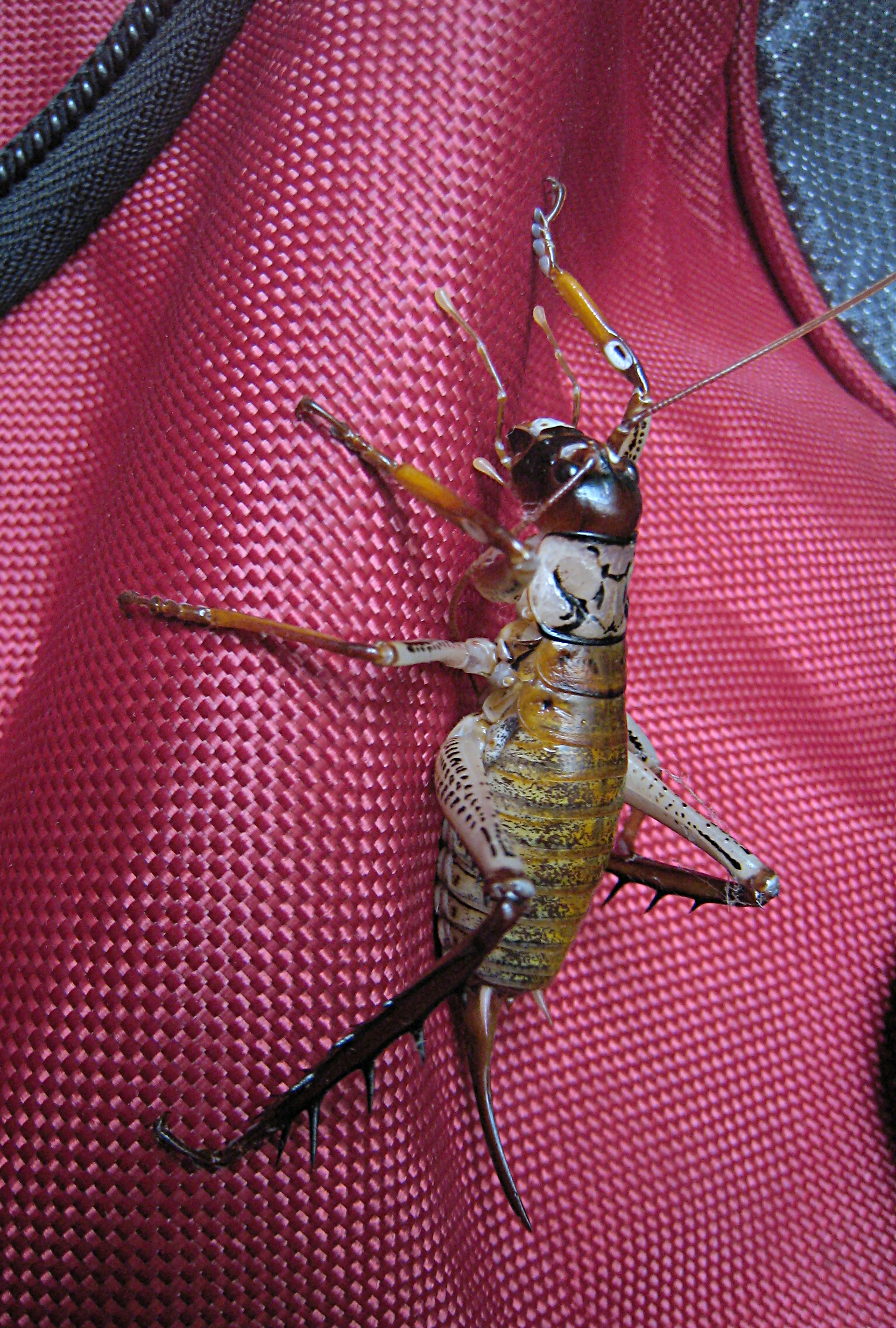
Самка вида Hemideina thoracica

Это древесное, травоядное насекомое встречается во всех лесистых местностях, лесах, зарослях кустарников и пригородных садах.
Hemideina thoracica морфологически однородна, но хромосомно полиморфна. Вид состоит, по крайней мере, из восьми хромосомных рас с диплоидными числами от 2n = 11 (XO) до 2n = 23 (XO). Существуют гибридные зоны, где пересекаются различные хромосомные расы.
Впервые вид был описан в 1846 году зоологом Адамом Уайтом.
Охранный статус для Hemideina thoracica на данный момент не определён, но хромосомная раса на полуострове Карикари (2n=23/24) отнесена к категории «национально уязвимых».